# Rallye des 1000 lacs 1974
Le Rallye des 1000 lacs 1974 (24 Jyväskylän Suurajot), disputé du 2 au 4 août 1974, est la seizième manche du championnat du monde des rallyes (WRC) courue depuis 1973 et la troisième manche du championnat 1974.

## Contexte avant la course

### Le championnat du monde
1974 est la seconde année du Championnat Mondial des Rallyes pour Marques, qui a succédé au 'Championnat d'Europe des Rallyes pour Marques', disputé de 1968 à 1972. La crise énergétique a eu pour effet de réduire considérablement le nombre d'épreuves mondiales (huit manches en 1974 contre treize l'année précédente), le rallye de Suède, le rallye de Nouvelle-Zélande et le rallye de l'Acropole ayant été annulés cette année. Le rallye Monte-Carlo a été également annulé, mais l'édition 1974 ne devait pas compter pour le championnat du monde. Le rallye des 1000 lacs constitue la troisième manche de la saison, se déroulant près de quatre mois après le Safari qui a eu lieu en avril. Les épreuves du championnat sont réservées aux voitures des catégories suivantes :
- Groupe 1 : voitures de tourisme de série
- Groupe 2 : voitures de tourisme spéciales
- Groupe 3 : voitures de grand tourisme de série
- Groupe 4 : voitures de grand tourisme spéciales

Champion du monde en 1973 grâce à la berlinette A110, le constructeur français Alpine-Renault a réduit sa participation cette saison, limitant ses engagements officiels aux épreuves de grande notoriété telles le Safari ou le RAC, tout comme Ford. Second en 1973, Fiat a considérablement étoffé son budget rallye et a prévu une participation massive de ses spiders 124 en vue du titre 1974. Le constructeur italien, vainqueur au Portugal et placé au Safari, est logiquement en tête du championnat du monde.

### L'épreuve

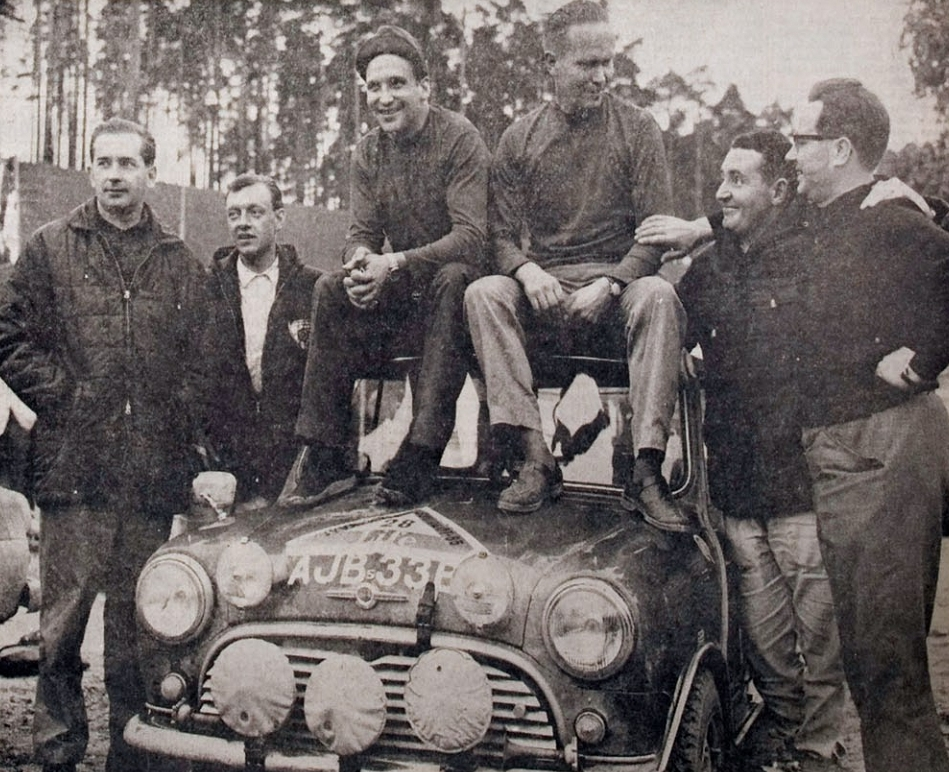
Le Finlandais Timo Mäkinen (troisième en partant de la gauche), vu ici lors de sa première victoire en 1965, est un spécialiste des 1000 lacs.

Le rallye des 1000 lacs est l'une des épreuves les plus rapides du championnat. Créé en 1951 sous le nom de « Jyväkylän Suurajot », son parcours emprunte de larges chemins forestiers, comportant très peu de virages serrés. Les pilotes atteignent des vitesses de l'ordre de 200 km/h, et les nombreuses bosses du parcours génèrent des sauts très spectaculaires. À l'époque, seuls des pilotes nordiques ont réussi à s'y imposer, grâce à leur parfaite connaissance du terrain. Vainqueur à quatre reprises entre 1965 et 1973, le Finlandais Timo Mäkinen est le grand favori de l'épreuve.

## Le parcours
- départ : 2 août 1974 de Jyväskylä
- arrivée : 4 août 1974 à Jyväskylä

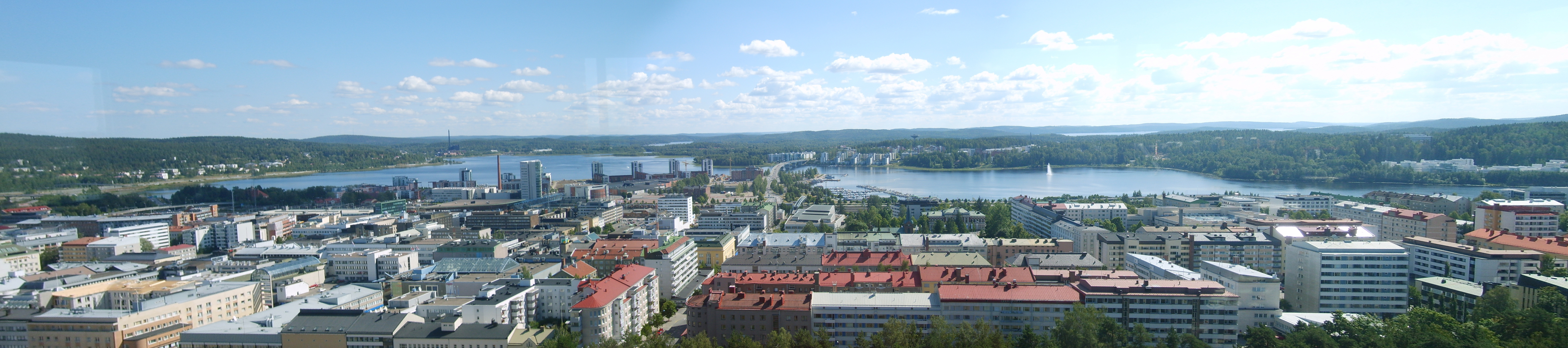
Le départ et l'arrivée de chaque étape ont lieu à Jyväskylä.

- distance : 1 180 km dont 343,5 km sur 34 épreuves spéciales (36 épreuves initialement prévues)
- surface : terre
- Parcours divisé en deux étapes[2]

### Première étape
- Jyväskylä - Jyväskylä, 550 km, du 2 au 3 août
- 15 épreuves spéciales, 148,8 km (16 épreuves initialement prévues, 155,8 km)

### Deuxième étape
- Jyväskylä - Jyväskylä, 630 km, du 3 au 4 août
- 19 épreuves spéciales, 194,7 km (20 épreuves initialement prévues, 208,9 km)

## Les forces en présence
- Fiat

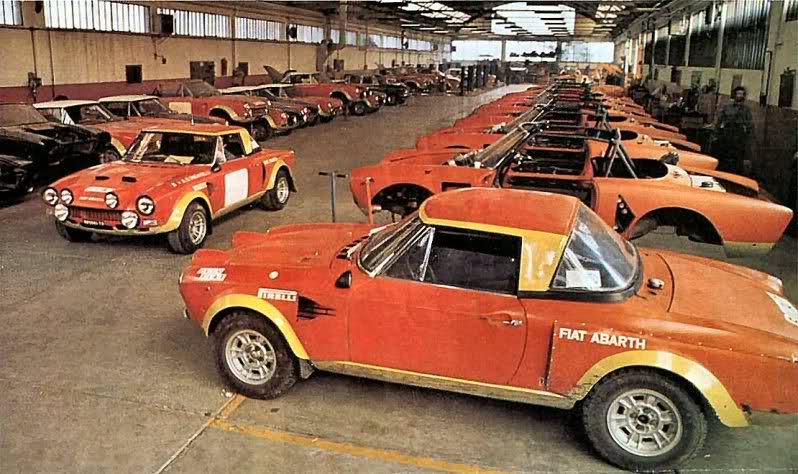
L'atelier de préparation des spiders 124, dans les établissements Abarth de Turin.

Fiat Rally a engagé cinq spiders 124 Abarth groupe 4, dont trois confiés à des pilotes finlandais : Markku Alén, Leo Kinnunen et Antti Ojanen. Les deux autres voitures sont pilotées par Alcide Paganelli et Sergio Barbasio, ce dernier remplaçant Raffaele Pinto, indisponible car blessé à une main. Pour ce rallye spécifique où les suspensions sont soumises à rude épreuve, les Fiat sont équipées de doubles amortisseurs. Pesant environ 900 kg, elles disposent d'un moteur 1850 cm3 développant 180 chevaux à 7000 tr/min, sauf celle de Kinnunen équipée d'une version à seize soupapes (1750 cm3, 200 chevaux).
- Ford

Dernier vainqueur en date, Ford n'engage que deux voitures pour cette épreuve : Timo Mäkinen et Hannu Mikkola disposent de Ford Escort RS1600 groupe 2 (2 litres, 235 ch à 8200 tr/min, environ 800 kg). Les Escort sont les plus puissantes et les plus rapides du plateau ; elles sont largement favorites, leurs pilotes comptant à eux deux sept victoires aux 1000 lacs !
- Saab

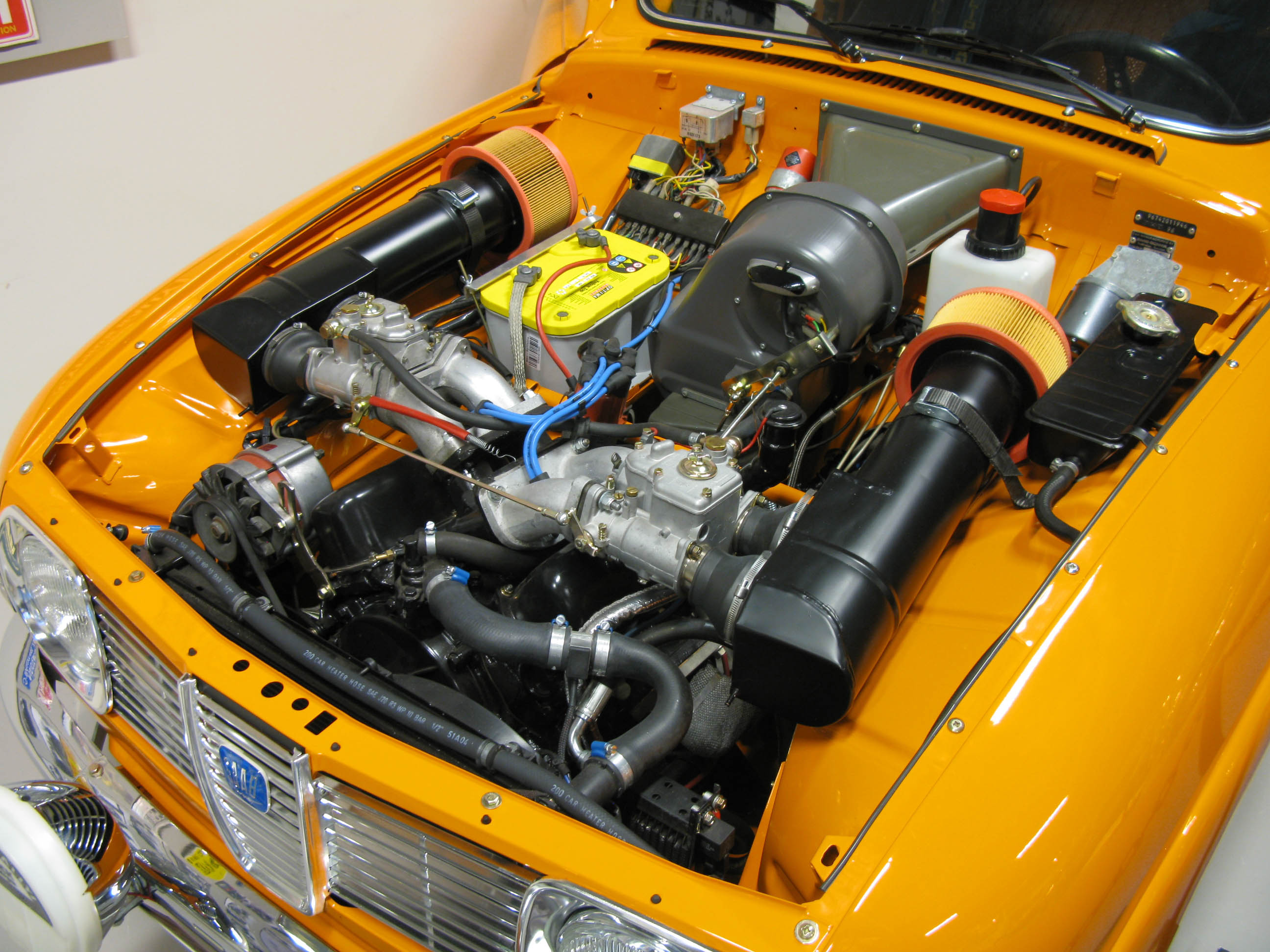
La Saab 96 groupe 2, équipée d'un moteur Ford V4 de 165 chevaux.

Le constructeur suédois est toujours très présent aux 1000 lacs, où il compte six victoires. L'usine a engagé deux Saab 96 groupe 2 (moteur Ford V4 de 1850 cm3, 165 chevaux, environ 1100 kg) pour Stig Blomqvist et Per Eklund. Elles sont épaulées par les trois voitures semi-officielles engagées par l'importateur finlandais, confiées à Simo Lampinen, Tapio Rainio et Jari Vilkas. Les Saab sont équipées du « Free Wheeling », système de roue libre permettant de supprimer le frein moteur.
- Datsun

Deux Datsun 160J groupe 2 sont présentes, aux mains d'Harry Källström et d'Ulf Grönholm. Réputées fiables, ces voitures ne sont toutefois pas assez rapides pour jouer la victoire.
- BMW

BMW Motorsport a engagé une 2002 à moteur deux litres, culasse Schnitzer seize soupapes, injection Kugelfischer, développant plus de 230 chevaux, la voiture pesant 1030 kg. Elle est confiée au pilote allemand Achim Warmbold. 
- Opel

Opel Suède a préparé trois Ascona groupe 2 (2 litres, 180 chevaux, 1050 kg) pour Björn Waldegård, Anders Kulläng et Bror Danielsson.
- Simca

L’importateur finlandais a engagé deux Simca 1000 Rallye 2 groupe 1 pour Bernard Fiorentino et le vétéran Pauli Toivonen. Ces voitures visent la victoire en classe 1300 cm3.

## Déroulement de la course

### Première étape
Les 118 équipages prennent le départ de Jyväskylä le vendredi 2 août, par temps sec. Dès les premières épreuves spéciales, les deux Ford Escort de Timo Mäkinen et Hannu Mikkola dominent les débats, d'autant plus facilement que leur principal adversaire, Markku Alén (Fiat), est retardé par une crevaison dans la quatrième spéciale, perdant plus d'une minute. Légèrement plus rapide que Mikkola, Mäkinen perd néanmoins la tête de la course en fin d'étape, un léger excès de vitesse sur le parcours de liaison (63 km/h au lieu des 60 autorisés) lui coûtant 50 secondes de pénalité. Toujours très rapide au volant de sa Saab, le Suédois Stig Blomqvist se montre le meilleur des pilotes non Finlandais, ralliant Jyväskylä en troisième position.
| Pos. | Pilote         | Copilote       | Voiture                | Groupe | Pénalités   |
| ---- | -------------- | -------------- | ---------------------- | ------ | ----------- |
| 1    | Hannu Mikkola  | John Davenport | Ford Escort RS1600     | 2      | -           |
| 2    | Timo Mäkinen   | Henry Liddon   | Ford Escort RS1600     | 2      | 50 secondes |
| 3    | Stig Blomqvist | Hans Sylvan    | Saab 96 V4             | 2      | -           |
| 4    | Markku Alén    | Ilkka Kivimäki | Fiat 124 Abarth Spider | 4      | -           |

### Deuxième étape
Les Ford confirment leur supériorité durant la seconde partie du rallye, Mikkola préservant son avance sur Mäkinen pour remporter un quatrième succès dans cette épreuve. Le dimanche, Alén parvient de justesse à reprendre la troisième place à Blomqvist, complétant le tiercé finlandais. La cinquième place fait également l'objet d'un duel serré entre la Fiat de Leo Kinnunen et la Saab de Simo Lampinen, ce dernier prenant finalement l'avantage à la suite d'une pénalité d'une minute infligée à Kinnunen pour départ anticipé lors d'une épreuve spéciale.

### Classement général
| Pos | No | Pilote          | Copilote              | Voiture                | Temps           | Écart         | Groupe |
| --- | -- | --------------- | --------------------- | ---------------------- | --------------- | ------------- | ------ |
| 1   | 6  | Hannu Mikkola   | John Davenport        | Ford Escort RS1600     | 3 h 11 min 42 s |               | 2      |
| 2   | 1  | Timo Mäkinen    | Henry Liddon          | Ford Escort RS1600     | 3 h 12 min 13 s | + 31 s        | 2      |
| 3   | 3  | Markku Alén     | Ilkka Kivimäki        | Fiat 124 Abarth Spider | 3 h 13 min 52 s | + 2 min 10 s  | 4      |
| 4   | 2  | Stig Blomqvist  | Hans Sylvan           | Saab 96 V4             | 3 h 14 min 02 s | + 2 min 20 s  | 2      |
| 5   | 7  | Simo Lampinen   | Juhani Markkanen      | Saab 96 V4             | 3 h 17 min 33 s | + 5 min 51 s  | 2      |
| 6   | 5  | Leo Kinnunen    | Atso Aho              | Fiat 124 Abarth Spider | 3 h 17 min 54 s | + 6 min 12 s  | 4      |
| 7   | 11 | Tapio Rainio    | Erkki Nyman           | Saab 96 V4             | 3 h 19 min 16 s | + 7 min 34 s  | 2      |
| 8   | 13 | Anders Kulläng  | Claes-Göran Andersson | Opel Ascona            | 3 h 21 min 26 s | + 9 min 44 s  | 2      |
| 9   | 25 | Antti Ojanen    | Timo Makela           | Fiat 124 Abarth Spider | 3 h 21 min 35 s | + 9 min 53 s  | 2      |
| 10  | 9  | Björn Waldegård | Arne Hertz            | Opel Ascona            | 3 h 23 min 02 s | + 11 min 20 s | 2      |

### Hommes de tête
- ES1 à ES15 :  Timo Mäkinen -  Henry Liddon (Ford Escort RS1600)
- ES16 à ES36 :  Hannu Mikkola -  John Davenport (Ford Escort RS1600)

### Vainqueurs d'épreuves spéciales
- Timo Mäkinen -  Henry Liddon (Ford Escort RS1600) : 17 spéciales (ES 1, 3 à 5, 9, 11, 13, 14, 16, 17, 21, 23, 28 à 31, 35)
- Hannu Mikkola -  John Davenport (Ford Escort RS1600) : 13 spéciales (ES 6, 8, 12, 13, 20, 23 à 28, 32, 34)
- Markku Alén -  Ilkka Kivimäki (Fiat 124 Abarth Spider) : 9 spéciales (ES 2, 10, 12, 16, 19, 28, 33, 34, 36)
- Stig Blomqvist -  Hans Sylvan (Saab 96 V4) : 4 spéciales (ES 13, 15, 18, 34)

## Résultats des principaux engagés
| No | Pilote             | Copilote                   | Voiture                | Groupe | Classement général                       | Class. groupe |
| -- | ------------------ | -------------------------- | ---------------------- | ------ | ---------------------------------------- | ------------- |
| 1  | Timo Mäkinen       | Henry Liddon               | Ford Escort RS1600     | 2      | 2e à 31 s                                | 2e            |
| 2  | Stig Blomqvist     | Hans Sylvan                | Saab 96 V4             | 2      | 4e à 2 min 20 s                          | 3e            |
| 3  | Markku Alén        | Ilkka Kivimäki             | Fiat 124 Abarth Spider | 4      | 3e à 2 min 10 s                          | 1er           |
| 4  | Achim Warmbold     | Jean Todt                  | BMW 2002 Tii           | 2      | 13e à 14 min 42 s                        | 10e           |
| 5  | Leo Kinnunen       | Atso Aho                   | Fiat 124 Abarth Spider | 4      | 6e à 6 min 12 s                          | 2e            |
| 6  | Hannu Mikkola      | John Davenport             | Ford Escort RS1600     | 2      | 1er                                      | 1er           |
| 7  | Simo Lampinen      | Juhani Markkanen           | Saab 96 V4             | 2      | 5e à 5 min 51 s                          | 4e            |
| 8  | Raffaele Pinto     | Arnaldo Bernacchini        | Fiat 124 Abarth Spider | 4      | Forfait (blessures à une main)           | -             |
| 9  | Björn Waldegård    | Arne Hertz                 | Opel Ascona            | 2      | 10e à 11 min 23 s                        | 7e            |
| 10 | Harry Källström    | Claes Billstam             | Datsun Violet 160J     | 2      | 21e à 26 min 39 s                        | 13e           |
| 11 | Tapio Rainio       | Erkki Nyman                | Saab 96 V4             | 2      | 7e à 7 min 34 s                          | 5e            |
| 12 | Per Eklund         | Björn Cederberg            | Saab 96 V4             | 2      | ab. dans 19e spéciale (accident)         | -             |
| 13 | Anders Kulläng     | Claes-Göran Andersson      | Opel Ascona            | 2      | 8e à 9 min 44 s                          | 6e            |
| 14 | Alcide Paganelli   | ‘Ninni’ Russo              | Fiat 124 Abarth Spider | 4      | 19e à 23 min 24 s                        | 5e            |
| 15 | Sergio Barbasio    | Piero Sodano               | Fiat 124 Abarth Spider | 4      | 18e à 18 min 28 s                        | 4e            |
| 16 | Bernard Fiorentino | Francis Murac              | Simca 1000 Rallye 2    | 1      | 41e à 38 min 25 s                        | 13e           |
| 17 | Egon Culmbacher    | Werner Ernst               | Wartburg 353           | 1      | ab. dans 4e spéciale                     | -             |
| 20 | Pauli Toivonen     | Martti Tiukkanen           | Simca 1000 Rallye 2    | 1      | 25e à 28 min 27 s                        | 5e            |
| 21 | Brian Culcheth     | Johnstone Syer             | Morris Marina          | 2      | 24e à 27 min 57 s                        | 15e           |
| 23 | Bror Danielsson    | Bo Sundberg                | Opel Ascona            | 2      | ab. dans 21e spéciale (accident)         | -             |
| 24 | Ulf Grönholm       | Juhani Toivonen            | Datsun Violet 160J     | 2      | ab. dans 5e spéciale (suspension)        | -             |
| 25 | Antti Ojanen       | Timo Makela                | Fiat 124 Abarth Spider | 4      | 9e à 9 min 53 s                          | 3e            |
| 27 | Jari Vilkas        | Juhani Soini               | Saab 96 V4             | 2      | 11e à 12 min 20 s                        | 8e            |
| 28 | Ari Vatanen        | Alf Krogel                 | Opel Ascona            | 2      | ab. dans 31e spéciale (perte d'une roue) | -             |
| 29 | Pentti Airikkala   | Heikki Haaksiala           | Vauxhall Magnum coupé  | 1      | 16e à 16 min 49 s                        | 1er           |
| 31 | Kyösti Hämäläinen  | Veijo Aho                  | Alfa Romeo 2000 GTV    | 1      | 17e à 18 min 24 s                        | 2e            |
| 43 | Timo Salonen       | Seppo Harjanne             | Mazda 1300             | 1      | 22e à 26 min 56 s                        | 4e            |
| 49 | Bruno Saby         | Jean-Christian Court-Payen | Opel Ascona            | 1      | ab. dans 17e spéciale                    | -             |

## Classement du championnat à l'issue de la course
- attribution des points : 20, 15, 12, 10, 8, 6, 4, 3, 2, 1 respectivement aux dix premières marques de chaque épreuve (sans cumul, seule la voiture la mieux classée de chaque constructeur marque des points)
- seuls les six meilleurs résultats (sur huit épreuves) sont retenus pour le décompte final des points[4].

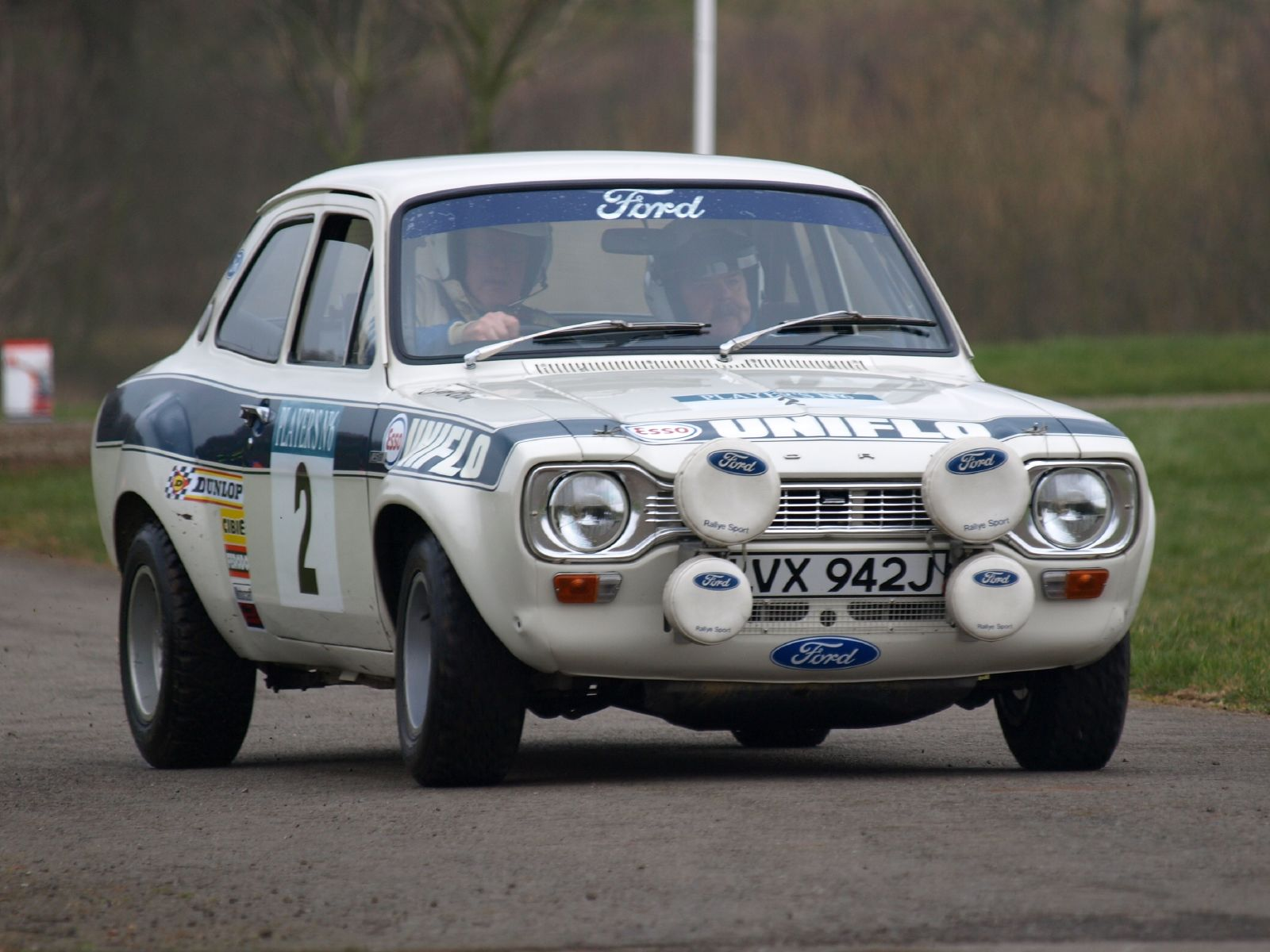
Réalisant le doublé en Finlande, les Escort RS (ici lors d'une course historique) permettent à Ford de prendre la seconde place du classement provisoire.

| Pos. | Marque         | Points | POR | SAF | FIN | SAN | RID | PRE | RAC | COR |
| ---- | -------------- | ------ | --- | --- | --- | --- | --- | --- | --- | --- |
| 1    | Fiat           | 33     | 20  | 1   | 12  |     |     |     |     |     |
| 2    | Ford           | 24     | 2   | 2   | 20  |     |     |     |     |     |
| 3    | Mitsubishi     | 20     | -   | 20  | -   |     |     |     |     |     |
| 4    | Datsun         | 18     | 8   | 10  | -   |     |     |     |     |     |
| 5    | Porsche        | 15     | -   | 15  | -   |     |     |     |     |     |
| 6    | Lancia         | 12     | -   | 12  | -   |     |     |     |     |     |
| 7    | Toyota         | 10     | 10  | -   | -   |     |     |     |     |     |
| 7=   | Saab           | 10     | -   | -   | 10  |     |     |     |     |     |
| 9    | Alpine-Renault | 6      | 6   | -   | -   |     |     |     |     |     |
| 10   | BMW            | 4      | 4   | -   | -   |     |     |     |     |     |
| 10=  | Peugeot        | 4      | -   | 4   | -   |     |     |     |     |     |
| 12   | Citroën        | 3      | 3   | -   | -   |     |     |     |     |     |
| 12=  | Opel           | 3      | -   | -   | 3   |     |     |     |     |     |